# 페르 알빈 한손
페르 알빈 한손 (Per Albin Hansson, 1885년 10월 28일, 쿨라달 (Kulladal) ~ 1946년 10월 6일, 스톡홀름) 은 스웨덴 사회민주당의 지도자로, 1932년~1936년, 1936년~1946년 스웨덴의 총리를 냈으며, 제2차 세계 대전 중, 중립정책을 유지하면서 스웨덴 좌익당을 제외한 주요 정당들을 포함된 연합 정부를 구성하였다. 지난세기 스웨덴 정치의 원숙한 유산인 사회민주주의를 더 강력하게 확립하기 위해 한손은 법제화를 통한 중립정책과 복지정책 양쪽의 확산을 시도했으며 생산수단의 국유화 보다는 협동조합주의를 선택했다. 업무를 마치고 귀가하던 중 심장마비로 사망한다.
한손은 가난한 노동자 동네에서 태어나 어린 시절부터 상점의 사환 노릇을 하며 성장한 뼛속 깊이 ‘근로대중’이었다. 그는 못 배우고 차별당하는 가난한 서민들의 기쁨과 슬픔과 희망과 절망을 깊이 호흡하고 공감할 줄 알았다.

## 정치 생활
전업 정치가 1세대에 속하는 한손은 1903년에 청년 사회민주당의 창설에 관여했고 1908~9년에 의장을 지냈다. 당시는 보수적인 총리 아르비드 린드만 집권기로 모든 스웨덴 남성에 대한 보편 선거권과 비례대표제가 확산되어가던 시기였다. 카를 카우츠키의 사회개량주의적인 비전을 가지고 한손은 얄마르 브란팅의 뒤를 이어 신문 '사회 민주주의(Social-Demokraten)'의 편집자가 되었고, 이후 1920년 스웨덴 최초의 사회민주주의 내각의 국방장관으로 지명되었다. 한손은 브란팅 내각 세번에 모두 참여했고(1920~25년), 군비 예산을 지속적으로 삭감했다. 브란팅 사후 한손은 사회민주당의 리더로 떠올랐고 정통성 문제에 약간 시달렸지만 곧 제압해 1928년에 당대표가 되었다.
칼 구스타프 에크만의 자유당에 세를 밀리게 되자 한손은 사민당을 계속 다수당으로 유지하기 위해 사회주의자들과 연대하여 1928년 선거를 치렀다. (이후 2010년까지 사민당은 좌익과 연대하지 않았다.) 보수당과 실용주의와 나치 반대는 함께했지만 그 외의 강한 국가보다는 복지확대를 지향했다. 그는 이 시기 국민의 집(Folkhemmet) 구호를 주창했다. 나라는 모든 국민이 행복을 누릴 수 있는 ‘집’이 되어야 한다는 이 은유는 엄청난 대중적 설득력을 발휘한다. "국가는 모든 국민들을 위한 좋은 집이 되어야 한다."고 말했던 한손 총리에게는 여생을 보낼 자기 집 한 채가 없었다.
1936년 6월 다수파에 의해 한손이 사임 압력을 받자 그는 9월의 총선까지 임시로 유지할 '휴가 내각'을 구성했다. 이후 다수파의 악셀 페르손-브람스토르프와의 추가협상을 통해 다시금 연립내각을 구성하고 페르손-브람스토르프를 농업부 장관으로 기용해 3년까지 정권을 유지했다.